# フレモント郡区 (アイオワ州ブレマー郡)
フレモント郡区は、アメリカ合衆国、アイオワ州、ブレマー郡にある14の郡区の一つである。2000年の国勢調査で、人口は1788人だった。

## 地理
フレモント郡区は、95.4平方キロメートル（36.82平方マイル）で、Tripoliが含まれる。
アメリカ地質調査所によると、この郡区はFremontとGraceとSaint Johns Lutheranの3つの霊園が含まれている。